# Chaerophyllum villarsii
Chaerophyllum villarsii är en växtart i släktet rotkörvlar och familjen flockblommiga växter. Den beskrevs av Wilhelm Daniel Joseph Koch.

## Utbredning
Arten förekommer i centrala och södra Europa, från Tyskland till Balkan och Italien.